# Jean Cavaillès

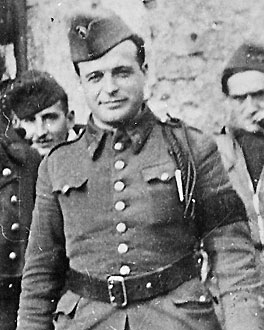
Jean Cavaillès

Jean Cavaillès (* 15. Mai 1903 in Saint-Maixent-l’École; † 5. April 1944 in Arras) war ein französischer Philosoph und Mathematiker. Er nahm an der Résistance gegen die deutsche Besatzung teil, wurde gefoltert und anschließend erschossen.

## Leben
Cavaillès war der Sohn eines Offiziers (Geographielehrer an der Ecole militaire) und ein brillanter Schüler in Bordeaux und am Lycée Louis-le-Grand in Paris. 1923 wurde er als erster seines Jahrgangs an der École normale supérieure zugelassen. Er studierte Mathematik, Altgriechisch und Philosophie, u. a. bei Léon Brunschvicg und Émile Bréhier. 1927 bestand er die Agrégation in Philosophie. Er erwarb auch eine Licence in Mathematik. 1927 hielt er sich in Berlin auf, wo in ihm der Entschluss reifte über Geschichte der Mengenlehre zu promovieren. 1927 leistete er seinen Militärdienst ab und wurde 1928 Unterleutnant bei den Tirailleurs sénégalais.
Mit einem Stipendium der Rockefeller-Stiftung verbrachte er 1929/1930 fast ein Jahr in Deutschland. In seiner Zeit in Deutschland kam er mit der Philosophie von Edmund Husserl, Ernst Cassirer und Martin Heidegger in Kontakt und studierte 1929 in Tübingen den Nachlass des Mathematikers Paul Du Bois-Reymond. Er ging auch nach Berlin, Hamburg und Göttingen, wo er von Abraham Fraenkel auf die Korrespondenz zwischen Richard Dedekind und Georg Cantor hingewiesen wurde, die er mit Emmy Noether herausgab, und nach Freiburg im Breisgau, wo er Vorlesungen von Husserl und Heidegger besuchte. Von 1929 bis 1935 arbeitete er als Repetitor an der École Normale, hielt Vorlesungen über Wissenschaftsphilosophie ab und Mathematikkurse für Philosophiestudenten, und bereitete seine Doktorarbeit vor.
1936 wurde Cavaillès Lehrer an einem Gymnasium in Amiens, 1938 wurde er an der Sorbonne promoviert und unterrichtete anschließend als maître de conférences de Philosophie générale et Logique an der Faculté des Lettres der Universität Straßburg, wo er Kollege von frühen Mitgliedern der Bourbaki-Gruppe war (wie André Weil, Charles Ehresmann, Henri Cartan).
1939 wurde er als Infanterieleutnant des 43. Infanterieregiments mobilisiert und dann zum Generalstab der 4. Kolonialdivision versetzt. Er war für Chiffrierarbeiten zuständig. Cavaillès' Mut wurde mehrfach hervorgehoben. Am 11. Juni 1940 wurde er gefangen genommen. Er floh Ende Juli nach Belgien und gelangte nach Clermont-Ferrand, wo seine Straßburger Fakultät Zuflucht gefunden hatte.
In Clermont-Ferrand hielt er wieder Kurse als maître de conférences und begegnete im Dezember 1940 Emmanuel d’Astier de la Vigerie, mit dem er die kleine Widerstandsgruppe la Dernière Colonne gründete. Um ein größeres Publikum zu erreichen, wurde die Zeitschrift Libération gegründet, an der Cavaillès aktiv mitarbeitete. Die erste Nummer erschien im Juli 1941.
1941 wurde Cavaillès zum Professor für Logik und Wissenschaftstheorie an der Sorbonne ernannt und verließ Clermont-Ferrand. In Paris schloss er sich Libération-Nord an und wurde bald Mitglied der leitenden Gruppe.
Im April 1942 gründete er auf Bitten Christian Pineaus, der vom Bureau Central de Renseignements et d’Action (BCRA) in London beauftragt war, einen Nachrichtendienst in der nördlichen Zone aufzubauen, das Netzwerk Cohors. Pineau war gezwungen, sich in die Südzone zu begeben. Cavaillès entwickelte das Netzwerk und gründete Gruppen in Belgien und im Norden Frankreichs.
Cavaillès wurde im September 1942 nahe Narbonne zusammen mit Pineau von der französischen Polizei verhaftet und, nach einem fehlgeschlagenen Versuch sich nach London abzusetzen, in Montpellier, später im Camp von Saint-Paul d'Eyjeaux interniert, wo er Dezember 1942 floh.
Cavaillès wurde von der Polizei gesucht, arbeitete weiter im Untergrund, reiste im Februar 1943 nach London und traf mehrmals Charles de Gaulle.
Er kehrte am 15. April nach Frankreich zurück und trat aus der Redaktion von Libération aus, um sich ganz der direkten Aktion zu widmen. Er wurde beauftragt, Lager der Kriegsmarine in der Bretagne und das Funkfeuer der deutschen Anlagen zu sabotieren.
Von einem Verbindungsagenten verraten, wurde er am 28. August 1943 ebenso wie seine Schwester und sein Schwager verhaftet. Er wurde in Fresnes, später in Compiègne inhaftiert und gefoltert. Später wurde er in die Zitadelle von Arras verlegt, im Januar zum Tode verurteilt und am 5. April 1944 erschossen.
Sein Körper wurde in Arras in einem Grab mit einem Holzkreuz mit der Aufschrift inconnu n°5 bestattet und später exhumiert und in die Krypta der Sorbonne in Paris gebracht.
Die Figur Luc Jardie im Film Armee im Schatten (1969) war von Cavaillès inspiriert.

## Schriften
- E. Noether und J. Cavaillès (Hrsg.), Briefwechsel Cantor-Dedekind. Paris, Hermann, 1937.
- Méthode axiomatique et formalisme. Hermann, Paris 1938.
- Remarques sur la formation de la théorie abstraite des ensembles. Hermann, Paris 1938.
- Essais philosophiques. Hermann, Paris 1939
- «Du collectif au pari». In: Revue de métaphysique et de morale, XLVII, 1940, pp. 139–163.
- «La pensée mathématique», discussion avec Albert Lautman (4 février 1939). In: Bulletin de la Société française de philosophie, t.XL, 1946.
- Transfini et continu. Hermann, Paris 1947.
- Sur la Logique et la théorie de la science. PUF, Paris 1947 (posthum veröffentlicht von Georges Canguilhem und Charles Ehresmann).
- Jean Cavaillès, Œuvres complètes de philosophie des sciences. Hermann, Paris 1994.
- Jean Cavaillès, Über Logik und Theorie der Wissenschaft. Diaphanes, Zürich 2011, ISBN 978-3-03734-058-5.